# Claudio Martínez Mehner
Claudio Martínez Mehner (nacido en 1970 en Bremen) es un pianista de música clásica y profesor de piano español.   

## Trayectoria
Claudio Martínez Mehner nació en Bremen en 1970 en el seno de una familia hispano-alemana. Estudió en el Real Conservatorio Superior de Música de Madrid con Amparo Fuster, Pedro Lerma y Joaquín Soriano .   Actuó como viola en la joven orquesta española y como violinista, viola y clavecinista en la orquesta del Colegio Alemán de Madrid.  
Continuó sus estudios de piano en el Conservatorio Chaikovski de Moscú y en la Escuela Superior de Música Reina Sofía de Madrid con Dmitri Bashkirov.   Posteriormente profundizó sus estudios de piano en la Universidad de Música de Friburgo con Vitaly Margulis, en la Fondazione per il Pianoforte de Como (Italia) y en el Conservatorio Peabody de Baltimore (EE. UU.) con Leon Fleisher.   También asistió a clases magistrales con, entre otros, Murray Perahia, Fou Ts'ong, Alexis Weissenberg, Karl-Ulrich Schnabel, Dietrich Fischer-Dieskau, Mstislav Rostropovich y György Kurtág.   Durante varios años recibió periódicamente lecciones de Ferenc Rados. 
A los 13 y 15 años, Claudio Martínez ganó el primer premio en el concurso nacional de música juvenil.   En 1990 fue finalista en el Concurso de piano Paloma O'Shea de Santander.  Unos años más tarde obtuvo primeros premios en los concursos internacionales de piano Pilar Bayona de Zaragoza (1992), la Fundación Chimay de Bélgica (1993) y Dino Ciani de Milán (1993).  
Como solista, Claudio Martínez se ha presentado en Europa, Estados Unidos, Rusia y Japón con reconocidas orquestas como la Filarmónica de Múnich, la Filarmónica de Moscú, la Filarmónica del Teatro Alla Scala, la Orquesta de Cámara de Escocia y la Orquesta Norddeutscher Rundfunk.  Claudio Martínez Mehner también ha destacado como músico de cámara.  Ha dado recitales de piano-violín junto a su hermana Vera Martínez Mehner, primera violín del Cuarteto Casals.  Con el Cuarteto Casals grabó el Quinteto con piano en fa menor op.34 de Johannes Brahms. 
Claudio Martínez trabajó durante mucho tiempo como profesor de piano como ayudante de Dmitri Bashkirov en la Escuela Superior de Música Reina Sofía de Madrid.   Posteriormente trabajó como profesor de piano en el Conservatorio Superior de Música de Salamanca y en el Conservatorio Superior de Aragón de Zaragoza.  Claudio Martínez enseña actualmente en la Universidad de Música y Danza de Colonia  y en la Universidad de Música de Basilea. 